# Poutinisme

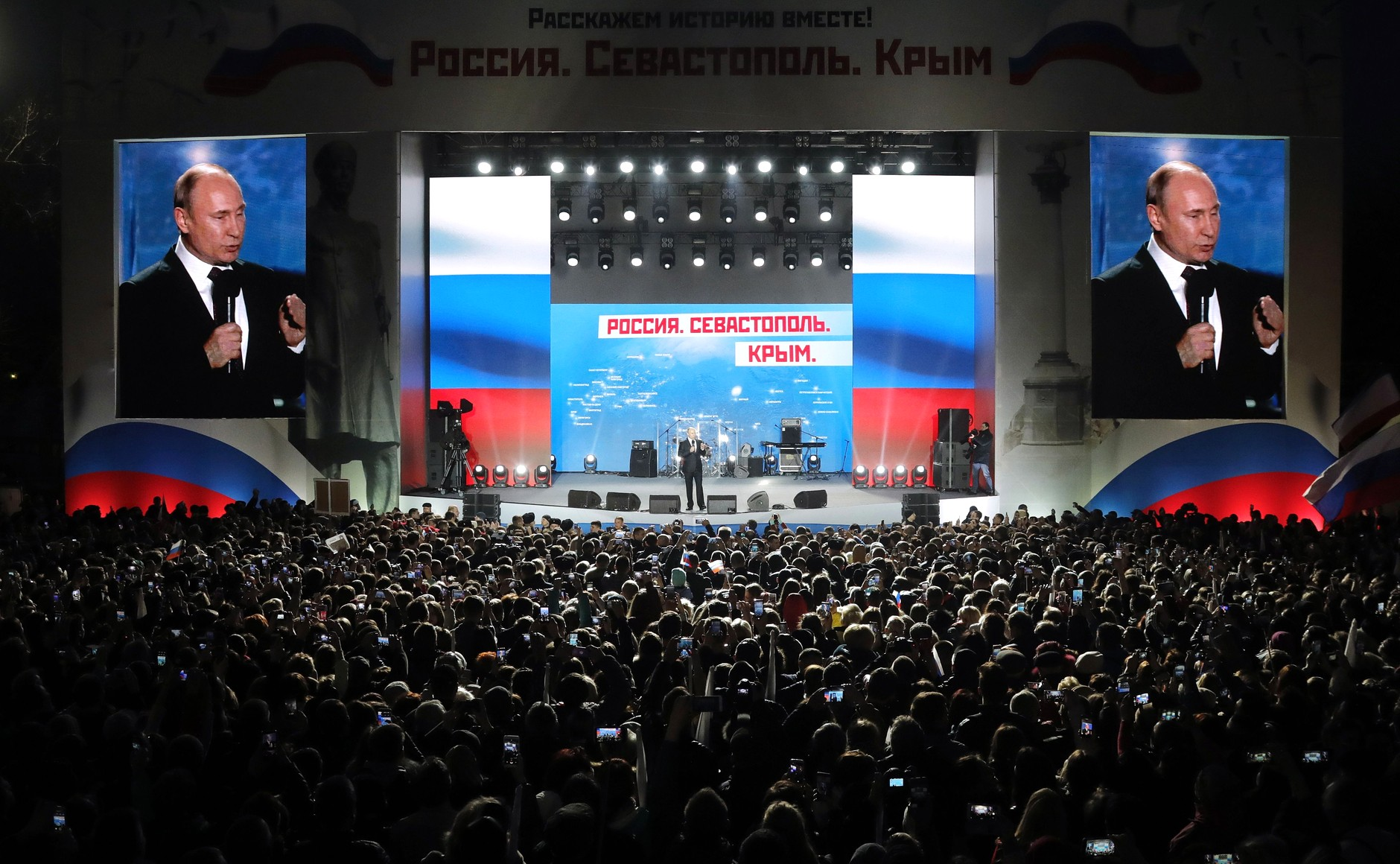
Vladimir Poutine à un meeting à Sébastopol en 2018 avant l'élection présidentielle russe de 2018.

Le poutinisme (en russe : путинизм,  putinizm) désigne d'une part un système social, politique et économique de la Russie formé sous la direction politique de l'homme d'état Vladimir Poutine, président de la Russie de 1999 à 2008 et depuis 2012, ainsi qu'une pensée politique inspirée de ses idées et de ses actions. Elle se caractérise par la concentration des pouvoirs politiques et financiers entre les mains des siloviks, actuels et anciens « gens avec des marques d'épaule », issus d'un total de 22 agences gouvernementales d'application de la loi, la majorité d'entre elles étant le Service fédéral de sécurité (FSB), le ministère de l'Intérieur de la Russie, les Forces armées de la fédération  de Russie et la Garde nationale de la fédération de Russie.
Idéologiquement, le poutinisme est une combinaison fantaisiste d'idéologies plus anciennes du nationalisme russe, telles que le panslavisme/slavophilie, l'eurasisme ainsi que d'une multitude mêlée d'idées conservatrices disparates, une forme de régime hybride, et est basé sur le concept de création et de diffusion d'une « mesure russe » sur une aussi grande échelle,. Le poutinisme puise également plusieurs éléments dans l’héritage de l’Union soviétique, à travers un regret de la disparition de l'URSS qualifié par Vladimir Poutine lui-même de "plus grande catastrophe géopolitique du XXe siècle",.
Le poutinisme, surtout après 2012, gagne le soutien de la population, s'appuyant sur les émotions de groupe et faisant de l'identité nationale la principale pour la conscience de soi russe. Selon des données de Statista, en avril 2024, plus de 85 % des Russes approuvaient les activités du président Vladimir Poutine.

## Description du concept
Les sociologues, les économistes et les politologues[Lesquels ?] mettent l'accent sur différentes caractéristiques du système.

### Caractéristiques du poutinisme mises en lumière par publicistes et journalistes
- Culte de la personnalité de Poutine en tant que "héros national", par glorification dans les médias[6],[7].
- Pouvoir présidentiel fort, renforcé même par rapport à l'ère de Boris Eltsine[8],[9]
- Fort contrôle de l'État sur la propriété[8].
- "Démocratie souveraine", c'est-à-dire un système où Poutine travaille avec les "oligarques créés par le capitalisme chaotique, libéral et de copinage", qui à leur tour font preuve d'une "fidélité absolue".
- La « résistance conservatrice » à la « décadence occidentale » de l'irréligion, du mariage homosexuel, du féminisme radical, de l'homosexualité, de l'« immigration de masse » et de la mondialisation sous le couvert de la démocratie et des droits de l'homme[réf. nécessaire].
- Embrasser les valeurs du christianisme orthodoxe contre le cosmopolitisme libéral, mais aussi soutenir d'autres autoritaires antilibéraux de droite dure en dehors de la Russie[10].
- L'Eurasisme qui postule que la civilisation russe n'appartient pas aux catégories « européenne » ou « asiatique » mais plutôt au concept géopolitique d'Eurasie, faisant ainsi de la Russie une civilisation autonome[11],[12].
- Variante panrusse de l'ultranationalisme[13].

Les auteurs de l'étude du VTsIOM « Le Poutinisme comme phénomène social et ses perspectives » en 2018 identifient trois approches pour caractériser le « Poutinisme »[réf. nécessaire]:
- Le poutinisme en tant que personnalisme  - les caractéristiques personnelles de Vladimir Poutine sont mises en évidence, sur la base desquelles il est conclu qu'avec le départ de Poutine, le "poutinisme" prendra fin.
- Le poutinisme comme "anti-démocratisme organique" , lorsque des violations complexes des normes démocratiques sont mises en évidence, dont les chercheurs voient les racines dans l'inclinaison de la population russe vers l'autocratie, l'autoritarisme et le totalitarisme.
- Le poutinisme en tant que phénomène fonctionnel  - Le "poutinisme" est considéré comme la réponse la plus fonctionnelle aux défis de l'époque.

## Critiques du poutinisme
Le poutinisme a été critiqué par plusieurs acteurs comme antidémocratique. Le Grand Continent et L'Anticapitaliste allant jusqu’à le comparer au fascisme,.

## Voir également
- Culte de la personnalité de Vladimir Poutine
- Bonapartisme
- Gaullisme
- Franquisme
- Péronisme
- Stalinisme
- Kassemisme
- Kémalisme
- Erdoğanisme
- Ruscisme